# أندرو إل. إردمان
أندرو إل. إردمان (بالإنجليزية: Andrew L. Erdman)‏ هو صحفي أمريكي، ولد في 1965.